# Ervedal (Avis)
Ervedal ist eine Gemeinde (Freguesia) im portugiesischen Kreis (Concelho) von Avis. In ihr leben 432 Einwohner (Stand 19. April 2021).

## Geschichte
Die Spuren menschlicher Anwesenheit führen zurück bis in die Altsteinzeit. Die heutige Gemeinde bestand unter dem Namen Santa Maria de Ervedal im Jahr 1315 bereits. Mit den erneuerten Stadtrechten von Avis erhielt auch Ervedal 1512 erste Stadtrechte. Es war bis 1835 Sitz eines eigenen Kreises, um seither zu Avis zu gehören.

## Kultur und Sehenswürdigkeiten
Zu den Baudenkmälern der Gemeinde zählen die Landgüter Herdade da Torre (auch Monte da Torre) und Monte das Azenhas, und die Gemeindekirche Igreja Paroquial do Ervedal, nach ihrem Schutzpatron, dem Barnabas, auch Igreja de São Barnabé. Als markantestes Bauwerk gilt die ebenfalls denkmalgeschützte
Brücke des Ortes, offiziell Ponte sobre a Ribeira de Almadafe.
Ruinen von Wind- und Wassermühlen können besichtigt werden. Auch eine Vielzahl archäologischer Funde, vor allem urgeschichtliche Grabstätten (port.: Antas), sind zu sehen. Dazu gibt es mit dem Museu Arqueológico de Ervedal ein kleines archäologisches Museum.
Ervedal liegt am Stausee Barragem do Maranhão. Neben seinen vielfältigen Angel-, Bade- und Wassersportmöglichkeiten bieten die verzweigten Wasserläufe und Seearme auch vielfache Möglichkeiten zur Vogelbeobachtung.